# Ferrovia di Vila Viçosa
La ferrovia di Vila Viçosa (in portoghese, Ramal de Vila Viçosa) era una tratta ferroviaria a scartamento iberico del Portogallo che collegava Vila Viçosa ed Estremoz. Fu, nel 1990, dismessa dal servizio viaggiatori e in seguito chiusa all'esercizio.

## Storia

### Prodromi
Nel 1898 la Commissione tecnica incaricata decise l'inclusione nel "Plano da Rede" il prolungamento della linea di Évora fino ad Elvas, sentite le conclusioni del Conselho Superior de Obras Públicas e del Conselho Superior de Guerra che ritenevano importante prima della costruzione della ferrovia il potenziamento delle strutture di difesa ad Elvas. La Estremoz-Vila Viçosa darebbe stato di facile costruzione e al servizio di zone ricche e popolose quali Estremoz, Borba, Vila Viçosa e Alandroal.
Un decreto del 19 giugno 1902 organizzò le strutture deputate al progetto.
Il piano della rete ferroviaria a Sud del Tago del 28 novembre autorizzò la continuazione della ferrovia di Évora fino ad Elvas appena ne fosse approvato il progetto.

### Finanziamento e costruzione

Stazione di Estremoz

Il 1º luglio 1903 fu disposto che il "Fundo Especial dos Caminhos de Ferro do Estado" sostenesse il progetto di costruzione; il 10 settembre il governo ordinò che si desse inizio ai lavori. Tra il 17 novembre e il 15 gennaio 1904 vennero banditi vari concorsi per l'esecuzione dei lavori e delle opere d'arte.
Nel mese di aprile 1905 la ferrovia era già costruita e in luglio venne esaminata dalla commissione ispettiva nella intera tratta tra l'antica stazione di Estremoz posta a São Bento do Ameixial e Vila Viçosa; il 29 del mese la linea fu aperta all'esercizio provvisorio. L'inaugurazione ufficiale avvenne il 1º agosto 1905.

### Chiusura
Il 1º gennaio 1990 il traffico passeggeri fu sospeso sulla linea mantenendo quello merci; la ferrovia venne in seguito chiusa all'esercizio.

## Percorso
|  | Unknown route-map component "exSTR+l" | Unknown route-map component "exCONTfq" |

| Unknown route-map component "exCONTgq" | Unknown route-map component "exABZg+r" |  |

|  | Unknown route-map component "exBHF" |

|  | Unknown route-map component "exHST" |

|  | Unknown route-map component "exBHF" |

|  | Unknown route-map component "exBHF" |

|  | Unknown route-map component "exLSTR" |

|  | Unknown route-map component "exLSTR" + Unknown route-map component "STR+l" | Unknown route-map component "CONTfq" |

|  | Station on track |

| Unknown route-map component "CONTgq" | One way rightward |  |

Il progetto del 1902 tra l'antica stazione di Estremoz sita ad Ameixial e Vila Viçosa aveva un'estensione di circa 23 km; il tracciato usciva dall'antica stazione e cominciava a salire verso Estremoz dove sarebbe stato costruita una nuova stazione presso le mura; lasciata la città le linea seguiva il percorso della strada fino a Vila Viçosa. Oltre a una nuova stazione ad Estremoz erano previste altre due stazioni a Borba e a Vila Viçosa e una fermata tra Borba ed Estremoz; Vila Viçosa era prevista come terminale in via provvisoria in quanto la linea avrebbe dovuto proseguire fino a raggiungere la ferrovia dell'Est. Quanto ad opere d'arte solo un ponte superava i 3 metri mentre erano 38 i passaggi a livello.